# Dionysius Mutsaerts
Dionysius Mutsaerts (Tilburg, 1578 - Antwerpen, 19 november 1635) was norbertijner monnik, priester en geschiedsschrijver.

## Levensloop
Omstreeks 1600 trad hij in bij de Abdij van Tongerlo en in 1606 werd hij tot priester gewijd. Vervolgens studeerde hij drie jaar aan de universiteiten van Dowaai en Leuven. 
Van 1609-1616 was hij pastoor te Diest en van 1616-1625 pastoor van Kalmthout. In 1625 ging hij naar Rome en was betrokken bij de oprichting van het Norbertijns College aldaar. Van 1626-1635 was hij proost van het klooster Sint-Catharinadal te Breda.
Op 19 november 1635 overleed Mutsaerts te Antwerpen.